# Jules Cotard
Jules Cotard (Paris, 1 de junho de 1840 - 19 de agosto de 1889) foi um neurologista francês.
Ficou conhecido por ser o primeiro a descrever e designar o síndrome de Cotard ou delírio de Cotard, ou delirio nihilista, que consiste na crença de que a pessoa está morta, não existe ou carece de órgãos internos. Encontrado principalmente nas psicoses, como esquizofrenia e transtorno bipolar, o síndrome de Cotard também tem sido descrito em lesões orgânicas do córtex temporoparietal não dominante, bem como na enxaqueca. 
Estudou medicina em Paris e depois trabalhou como estagiário no Hospice de la Salpêtrière, onde trabalhou para Jean-Martin Charcot. Lá se interessou por derrames e suas consequências, praticando autópsias para entender o efeito do cérebro.
Em 1869, Cotard deixou o Salpêtrière e ingressou no regimento de infantaria, no início da Guerra Franco-Prussiana, como cirurgião desse ramo militar.
Mudou-se para Vanves em 1874, onde permaneceu pelos últimos 15 anos de sua vida. Aí fez contribuições importantes para a compreensão da diabetes e delírios (ideias delirantes).
Em agosto de 1889, a filha de Cotard contraiu difteria. Jules Cotard recusou-se a sair do lado dela durante 15 dias. A filha de Cotard se recuperou, mas Cotard foi infetado com a mesma doença e morreu em 19 de agosto de 1889.